# David Peipers
David Peipers (* 16. Juni 1838 in Frankfurt am Main; † 25. September 1912 in Göttingen) war ein deutscher Philosoph und Klassischer Philologe.

## Leben
Nach der Promotion zum Dr. phil. in Göttingen 1858 lehrte er als außerordentlicher Professor für Philosophie an der Philosophischen Fakultät (Universität Göttingen) von 1875 bis 1912. Seine Tochter war Else Peipers.
Der Schwerpunkt seiner Forschungen lag bei Platon.

## Schriften (Auswahl)
- Quaestiones criticae de Platonis legibus. Göttingen 1863.
- Die Erkenntnistheorie Plato’s mit besonderer Rücksicht auf den Theätet. Leipzig 1874.
- Ontologia Platonica. Ad notionum terminorumque historiam symbola. Leipzig 1883, OCLC 6692470.
- Das protestantische Bekenntniß. Beitrag zur Lösung der Bekenntnißfrage in der evangelisch-protestantischen Kirche insbesondere der hannoverschen Landeskirche. Göttingen 1897, OCLC 45981179.

| Personendaten    | Personendaten                                 |
| ---------------- | --------------------------------------------- |
| NAME             | Peipers, David                                |
| KURZBESCHREIBUNG | deutscher Philosoph und klassischer Philologe |
| GEBURTSDATUM     | 16. Juni 1838                                 |
| GEBURTSORT       | Frankfurt am Main                             |
| STERBEDATUM      | 25. September 1912                            |
| STERBEORT        | Göttingen                                     |